# Tayari Jones
Tayari Jones, född 30 november 1970 i Atlanta i Georgia, är en amerikansk författare.
Jones debuterade 2002 med Leaving Atlanta som är en uppväxtberättelse som skildras mot bakgrund av barnamorden i Atlanta 1976–1980. Hennes fjärde roman Ett amerikanskt äktenskap (An American Marriage, 2018) nominerades till National Book Award 2018 och valdes ut till att ingå i Oprah’s Book Club vilket ledde till att den gick upp på New York Times bestsellerlista. Följande år tilldelades den Women's Prize for Fiction.
Jones undervisar vid Emory University i Atlanta. Hon har uppgett Toni Morrison som en litterär förebild.